# Mandarina polita
Mandarina polita é uma espécie de gastrópode  da família Camaenidae.
É endémica de Japão.